# Markus Gleichmann
Markus Gleichmann (* 5. Januar 1986 in Jena) ist ein deutscher Politiker (Die Linke) und Sachbuchautor. Er war von 2019 bis 2024 Mitglied des Thüringer Landtags.

## Leben
Nach dem Abitur 2005 leistete Gleichmann Zivildienst in der Gemeinde Großeutersdorf ab. Im Anschluss absolvierte er eine Lehre zum Fachinformatiker für Anwendungsentwicklung. In dieser Fachrichtung war er mit seinem eigenen Unternehmen der Dehna WEB GbR selbstständig tätig. Ab 2009 war er Mitarbeiter des Bundestagsabgeordneten Ralph Lenkert und ab 2014 Wahlkreismitarbeiter des Landtagsabgeordneten Mike Huster.
Er erforschte die Geschichte seiner thüringischen Heimat, insbesondere regionale Rüstungsprojekte während der Zeit des Nationalsozialismus, und veröffentlichte dazu mehrere Bücher.
Gleichmann war zwischen 2009 und 2020 Vorsitzender des Kreisverbandes Saale-Holzland-Kreis seiner Partei, ist seit 2020 einer von drei Kreissprechern und gehört seit 2014 dem dortigen Kreistag an. Seit 2019 ist er Vorsitzender der Kreistagsfraktion Linke/Grüne. Bei der Landtagswahl in Thüringen 2019 trat er im Wahlkreis Saale-Holzland-Kreis I an, den er nicht gewann. Er erhielt aber ein Mandat über die Landesliste seiner Partei.
Bei der Kommunalwahl im Mai 2024 kandidierte er auf gemeinsamen Vorschlag von SPD und Linke für das Amt des Landrats des Saale-Holzland-Kreises. Er erreichte im ersten Wahlgang 15,9 Prozent der Stimmen und zog nicht in die Stichwahl ein.
Bei der Landtagswahl 2024 verfehlte Gleichmann den Wiedereinzug in den Landtag.
Am 6. August 2024 durchsuchten Ermittler der Polizei und der Staatsanwaltschaft Erfurt Gleichmanns Wohnung, sein Büro im Thüringer Landtag sowie seine beiden Wahlkreisbüros wegen des Verdachts auf Besitz von kinderpornographischem Material. Der Landtag hatte zuvor Gleichmanns Immunität aufgehoben. In einer Mitteilung an seine Partei kündigte er daraufhin an, alle Parteifunktionen und alle Wahlkampfaktivitäten ruhen zu lassen. Die laufende Landtagskandidatur konnte zu diesem Zeitpunkt nach Angaben eines Linke-Sprechers nicht mehr verhindert oder abgebrochen werden.
Gleichmann vertrat das Land Thüringen als stellvertretendes Mitglied im KGRE des Europarates und im AdR der Europäischen Union. 
Er ist verheiratet und Vater von zwei Kindern.

## Veröffentlichungen
- Düsenjäger über dem Walpersberg: Die Geschichte des unterirdischen Flugzeugwerkes "REIMAHG" bei Kahla/Thüringen. Heinrich-Jung-Vlgsges. 2009, ISBN 978-3-930588-82-4.
- Geheimnisvolles Thüringen: Militär- und Rüstungsobjekte des Dritten Reiches. Heinrich-Jung-Vlgsges. 2011, ISBN 978-3-930588-98-5.
- REIMAHG-Werk "Lachs". Heinrich-Jung-Vlgsges. 2013, ISBN 978-3-943552-05-8.